# Hub van Doornecollege
Het Hub van Doornecollege is als deelschool voor VMBO-onderwijs in Het Noord-Brabantse Deurne onderdeel van IVO Deurne dat onder het bestuur valt van de vereniging Ons Middelbaar Onderwijs (OMO). De voormalige LTS en het huidige Hub van Doornecollege zijn genoemd naar dr. Hub van Doorne, industrieel uit Deurne en oprichter van de DAF.
Het Hub van Doornecollege ontstond in de jaren negentig van de 20e eeuw uit een fusie tussen de Hub van Doorneschool, voorheen Ambachtschool (tot 1968), LTS (1968-1992) en VBO (1992-1999), en Elkervoorde, voorheen huishoudschool (tot 1968) en LHNO (1968-1992) onder de naam Sancta Maria, en tussen 1992 en 1999 VBO.
Na de fusie werd het voormalige pand van Elkervoorde in de Kruisstraat verlaten en werden beide fusie-onderdelen gevestigd in het pand aan de Haspelweg. In 2010 werd een nieuw pand binnen het scholenvierkant in de Sint-Jozefparochie betrokken, op de plaats van de vroegere Bernard Alfrinkmavo aan de Vloeieindsedreef.